# Gerardo de Namur
Gerardo de Brogne o de Namur (en valón, Sint-Djuråd) (ca. 895 – 3 de octubre de 959) fue un abad de Brogne.  Un nativo de Staves (Namur), fue miembro de una familia de duques de Austrasia. Inicialmente era un soldado, reconstruyó la capilla familiar dentro de una gran iglesia y, posteriormente, se convirtió en monje de la basília de Saint-Denis.  Al ser ordenado sacerdote, volvió a Brogne, donde luchó contra la laxitud de los clérigos y los reemplazó por algunos de sus compañeros monjes. Se retiró a una celda cerca del monasterio para mortificarse. 
El arzobispo de Cambrai le pidió que reformara la comunidad de Saint-Ghislain en Hainault. Eventualmente se convirtió en el máximo representante de 18 abadías de la zona en lo que hoy es Bélgica. También viajó a Roma para obtener la bula papal y confirmar los privilegios de la abadía de Brogne. Al final de su vida, se retiró a Brogne. 

## Veneración
La festividad de San Gerardo se celebra el diócesis de Namur, Gante, y Lieja el 3 de octubre. Sus reliquias, consideradas auténticas, se preservan en Saint-Gérard, la abadía de Maredsous, Aubange, y Gante (en la iglesia de Notre-Dame).